# Euselasia nannothis
Euselasia nannothis är en fjärilsart som beskrevs av Hans Ferdinand Emil Julius Stichel 1924. Euselasia nannothis ingår i släktet Euselasia och familjen Riodinidae. Inga underarter finns listade i Catalogue of Life.